# Научни центар за неурологију у Москви
Научни центар за неурологију у Москви једна је од високообразовних здравствених установа у Русији у којој постоје услови за дијагностику и лечење свих неуролошких болести - од главобоље до најређих стања. Специјалисти свих одељења овог центра стекли су богато искуство у дијагностици и лечењу широког спектра патологија, који су њени специјалисти у многим случајевима развили и применили препоруке са статусом „националне“ препоруке, јединствене методе терапије и најновији приступ дијагностици заснован примени најсавременије дијагностичке опремом, са којом раде водећи дијагностичари Русије.

## Историја
Историја Научног центра за неурологију у Москви датира од априла 1945. године, само месец дана пре завршетка Великог отаџбинског рата, када је у Клиници за нервне болести Свесавезног института за експерименталну медицину организован Истраживачки институт за неурологију Академије медицинских наука СССР.
Овај институт смештен је  у двоспратној згради у центру Москве у улици Шчипок, недалеко од два друга института основана у исто време - Института за терапију (сада Руски кардиолошки истраживачко-производни комплекс) и Института за хирургију. (сада Институт за хирургију А.В. Вишневског). 
Оснивањем ове три институције започела је историја Академије медицинских наука. Организатор и први директор Института (1945–1948) био је академик Академије медицинских наука СССР, потпредседник СЗО Николај Иванович Грашченко, који је заједно са групом истакнутих научника, међу којима је био од самог почетка и један од водећих совјетских неурофизиолога Н.А. Бернстеин, који је водио развој питања патологије покрета, дао Институту изражен клинички, физиолошки и морфолошки правац.
Институту је од раних година свога рада имао два главна задатка (одређена потребама ратног и послератног периода):
- проучавање трауматских лезија нервног система и
- истраживања у области неуроинфекција.

Имајући у виду да је СССР тек изашо из рата требало је створити систем постепене неуролошке и неурохируршке неге за рањенике са оштећењем мозга, кичмене мождине, кичме и периферних нерава. Од средине 1940-их година запослени у Институту под руководством Н.И. Грасхцхенкова, одмах су узели учешће у неурохируршком раду и први описали анаеробну инфекцију мозга – гасну гангрену и увели третман трауматских повреда мозга сулфонамидима и антибиотицима.
Ове  радове наставља највећи руски виролог акад. Академије медицинских наука СССР М.П. Чумаков са запосленима, који у Института за неурологију ствара сопствену виролошку лабораторија, а спроводи низ студија  у сарадњи са виролошким лабораторијама Централног института за експерименталну медицину, на чијем је челу професор Л.А. Зилбер. Тих година М.П. Чумаков и његови ученици открили су и описали Омску и Кримску хеморагијску грозницу, Џулангарски енцефалитис,  а  заједно са Л.А. Зилбером дали значајан допринос проучавању јапанског и крпељног енцефалитиса.
Од 1948. до 1966. године Институт је водио један од његових организатора - највећи совјетски неуролог, лауреат Лењинове награде, академик Академије медицинских наука СССР Николај Васиљевич Коновалов. Захваљујући њему следила су дугогодишња клиничка и виролошка истраживања у Институту за неурологију која су пут настанку Института за полиомијелитис и вирусни енцефалитис, који је 1955. постао самостална истраживачка установа (први директор био је М.П. Чумаков).
У  Институту је, први пут у Совјетском Савезу, основан нови смер у неурологији – неурореаниматологија, чији је оснивач била проф. Л.М. Попова. Она је током епидемије полиомијелитиса 1950-тих,  организовала респираторне центре у већини република СССР-а за лечење пацијената са неурогеним респираторним поремећајима, чиме је спасено много живота, посебно дечијих. Даље унапређење у лечењу респираторних поремећаја довело је до 15-струког  смањења умирања од тешких облика болести као што су: мијастенија гравис, ботулизам, полинеуропатија различитог порекла, енцефаломијелитис. Радећи са овом категоријом болесника запослени у Институту за неурологију, на челу са Л.М. Поповом посталли су медицински програмерих првих домаћих уређаја за вештачку вентилацију плућа.
Бројна истраживања у области неурореаниматологије на новом нивоу, која се настављају до данас под руководством академика Руске академије наука М.А. Пирадова, побољшала су приступ терапији  поремећаје централне регулације дисања и поремећаје периферне инервације респираторних мишића.  Кроз развој високотехнолошког комплекса терапијских и рехабилитационих мера у Институту је::
- смањен морталитет од тешких облицика полинеуропатије за 11 пута,
- скраћено времена боравка пацијената на вештачкој вентилацији плућа,
- скраћено време опоравка и способност пацијената да самостално ходају. за више од 2 пута.

Центар има дугу и богату традицију у проучавању васкуларних болести мозга, која је повезана са именом Евгенија Владимировича Шмита. Херој социјалистичког рада, лауреат државних награда СССР-а, академик Академије медицинских наука СССР-а, који је од 1949. био прво заменик директора за истраживање, а потом и руководилац  Института од 1966. до 1985. године. На његову иницијативу започете су приоритетне студије патологије главних артерија главе, које су спровели неуролози уз учешће радиолога и патолога. Ова истраживања дала су одговор на фундаментална питања патогенезе цереброваскуларних инцидената. Велики допринос проучавању проблема цереброваскуларних болести дали су и шефови васкуларних одељења професора Л.Г. Чланови, 3.Л. Лурие, Д.К. Лунев, Д.Н. Дзхибладзе, Н.В. Лебедев. 
Седамдесетих година 20. века, на Институту за неурологију Академије медицинских наука СССР-а под руководством Е.В. Шмита, покренуо је велике епидемиолошке студије у области васкуларних болести мозга. Они су спроведени у складу са посебним програмом СЗО. Овом епидемиолошком студијом добијени су приоритетни подаци о преваленци и структури васкуларних лезија мозга у различитим регионима Русије и организовани су први регистри можданог удара у СССР-у. Концепт почетних манифестација инсуфицијенције церебралне циркулације као предиктора можданог удара, развијен у Институту, омогућио је научницима да имплементирају ефикасне програме за превенцију акутних цереброваскуларних инцидената у једном од главних сектора привреде земље - металуршкој индустрији. Тако, Само у највећој Новолипецкој фабрици за 4 године, уз помоћ ових програма, било је могуће смањити учесталост металурга са акутним цереброваскуларним удесима за 45%.
Научници Центр на челу са професорком Л.Г. Столиаровом, у оквиру првог одељења за неуролошку рехабилитацију, развили су систем корак по корак који се прво примењивао у нези пацијената са можданим ударом, а потом и у другим обољењима нервног система.  У Центру је имплементиран напредан систем поступног лечења и рехабилитације неуролошких пацијената, што подразумева комплексност спровођења рехабилитационих мера – медикаментозне, физикалне, афазиолошке и логопедске, неуропсихолошке и др. Центар је временом од пионира постао признати иноватор у развоју теорије обнављања виших кортикалних функција - захваљујући, пре свега неуропсихолозима и афазиолозима, међу којима су се истакли А.Р. Лурија и Е.С. Беин.
Увођење основних инструменталних метода
Дугогодишњи успех Института за неурологију у проучавању болести нервног система био је олакшан развојем, унапређењем и широким увођењем у клиничку праксу основних инструменталних метода истраживања:
- електронеуромиографије,
- церебралне панангиографије,
- електроенцефалографија,
- реоенцефалографије,
- доплер ултразвука,
- изотопске методе за проучавање церебралног крвотока
- ДНК дијагностике итд.

Спајање два института
Крајем 2006. године дошло је до спајање Института за неурологију Руске академије медицинских наука са Институтом за мозак Руске академије медицинских наука, најстаријом истраживачком институцијом у земљи, са циљем да се интензивира развој у области фундаменталних проблема модерне неуронауке.
Након овог спајања настао је Научни центар за неурологију - јединствена установа у Русији која окупља представнике клиничких и фундаменталних неуронаука под једним кровом и има све могућности за брзу и ефикасну имплементацију резултата експерименталних и фундаменталних истраживања у неуролошку праксу.
Међу најзначајнијим развојима и открићима тако насталог Научног центра за неурологију  у 21. веку су:
- стварање првог у свету лека за рекомбинантну генску терапију за лечење АЛС (Адеваск);
- функционално интравитално мапирање говорних и моторичких области мозга и допринос развоју идеја о повезаности ЦНС-а;
- развој молекуларно генетских, биохемијских и протеомских биомаркера друштвено значајних обољења нервног система (паркинсонизам, мождани удар, хронична цереброваскуларна инсуфицијенција, метаболички синдром и др.);
- развој и имплементација нових технологија за минимално инвазивну ендоскопску неурохирургију у лечењу болести нервног система и кичме;
- развој нових приступа и метода електричне стимулације мозга и кичмене мождине; стварање нове ћелијске неуронске биоматрице као тест система за испитивање лекова;
- стварање система фармакокинетичког праћења у неурологији;
- откривање водећих узрока исхемијског можданог удара код младих људи.

## Главна научна достигнућа  кроз историју Института[5][6]
- У 1940-им и1950-им годинау Институту је развијен  систем мера за борбу против акутног епидемијског енцефалитиса и полиомијелитиса. На основу тога се 1953. године Истраживачки институт полиомијелитиса и вирусног енцефалитиса Руске академије медицинских наука издвојио из Института као самосталне установе.
- Започето је проучавање патогенезе и развој метода за лечење критичних стања у различитим болестима нервног система - неурореаниматологија, чији је оснивач био професор Л.М. Попов. На челу са Л.М. Попова, особље Института развило је прве руске уређаје за вештачку вентилацију плућа.
- Године 1964. проф. Р.А. Ткачев основао је Одељење за клиничку неурогенетику, које и данас једино у свету. Научници Института поставили су темеље за стварање банке података, која је тренутно једна од највећих у свету и активно се користи у најсложенијим молекуларно-генетским студијама.
- Научници Института креирали су концепт неравнотеже централних неуротрансмитера и неуромодулатора, поремећаја равнотеже рецептор-лиганд.
- Као резултат истраживања научника Института, развијен је систем корак по корак неге пацијената са можданим ударом на основу регистра можданог удара који је први пут креиран у Русији.
- Концепт почетних манифестација инсуфицијенције крвотока мозга, развијен у Институту, омогућио је научницима да спроводе програме за превенцију акутних цереброваскуларних инцидената у металуршкој индустрији.
- Патоморфолози Института су први пут у свету развили концепт патогенезе и морфогенезе хипертензивне и атеросклеротичне ангиоенцефалопатије, потом изоловали и описали једну од њених варијанти - хипертензивну леукоенцефалопатију.
- Након успешне интеракције неуролога и неурохирурга  развијене су индикације за хируршке интервенције у патологији главних артерија главе (каротидна ендартеректомија, стварање екстра-интракранијалне анастомозе итд.)
- Побољшане су стереотаксичне операције, које је покренуо професор Е.И. Кандел, и проширен је обим њихове примене. По први пут у свету пронађена је ефикасна метода стереотаксијског лечења еритромелалгије. Развијене су стереотактичке операције за различите екстрапирамидалне синдроме, започета је производња неурохируршког комплекса названог по својим творцима "Апарат Кандел-Переседов".
- У области „спорих“ неуроинфекција развијен је оригинални тест за њихову рану дијагнозу. Осмишљен је и оригиналан концепт патогенезе амиотрофичне латералне склерозе и предложен је нови биохемијски тест за њену дијагнозу. Започела су истраживања тако друштвено значајног проблема као што су прионске болести. Урађена је анализа клиничких и патолошких манифестација Кројцфелд-Јакобове болести и Герстман-Стројслер-Шајнкеразе синдрома у последњих 25 година у Московској области.
- Важан догађај у проучавању клиничких стања у неурологији било је стварање савремених националних критеријума за мождану смрт (стање које карактерише потпуни и неповратни губитак свих функција мозга, укључујући и његов стаб), и изједначено са биолошком смрћу мозга. особа.  Ови критеријуми су од суштинског значаја не само за исправну и брзу дијагнозу мождане смрти већ и за дањи развој трансплантологије, као перспективне области у медицини у 21. веку.

Од 2014. године Научни центар неурологије води академик Руске академије наука Михаил Александрович Пирадов.
Научни центар за неурологију данас је највећа специјализована неуролошка установа у Русији, опремљена на нивоу водећих светских специјализованих центара. Центар је спреман да на адекватан начин одговори изазовима времена који су повезани са убрзаним развојем неуронаука и напретком неуротехнологија које мењају темеље функционисања савременог друштва.

## Организационе јединице
У саставу „Научног центра за неурологију“ налазе се следеће организационе јединице:
- мултидисциплинарни клиничко дијагностички центар,
- дневна болница,
- 1. неуролошко одељење,
- 2. неуролошко одељење,
- 3. неуролошко одељење,
- неурохируршко одељење,
- одељење за васкуларну и ендоваскуларну хирургију,
- 5. неуролошко одељење,
- 6. неуролошко одељење,
- јединица реанимације и интензивне неге са групом за анестезиологију,
- одељење неурорехабилитације и физиотерапије,
- одељење радиологије,
- одељење за истраживање мозга,
- лабораторија за хемореологију и неуроимунологију са клиничком лабораторијском дијагностиком,
- лабораторија клиничке неурофизиологије,
- лабораторија клиничке фармакокинетике,
- департман за информационе технологије и телемедицину,
- биохемијска лабораторија,
- лабораторија за патолошку анатомију,
- ултразвучна лабораторија,
- лабораторија за епидемиологију и превенцију болести нервног система,
- лабораторија за експерименталну патологију нервног система,
- лабораторија за клиничка истраживања.

## Обука кадрова
Обука научног кадра за потребе „Научног центр за неурологију“  одвија у његовој постдипломској школи.